# Mame-Marie Sy
Mame-Marie Sy (25 de março de 1985) é uma basquetebolista senegalesa.

## Carreira
Mame-Marie Sy integrou a Seleção Senegalesa de Basquetebol Feminino, na Rio 2016, que terminou na décima segunda posição.